# Pyrrhura melanura
Il parrocchetto codamarrone (Pyrrhura melanura Spix, 1824) è un uccello della famiglia degli Psittacidi.

## Descrizione
Taglia attorno ai 24 cm, colore generale verde con evidente scagliatura nero-bianca su gola, collo e parte alta del petto. Il margine dell'ala è rosso con scaglie gialle più o meno evidenti; le timoniere sono rosso mattone, come lo scudo ventrale. Ha anello perioftalmico bianco, iride bruna, becco e zampe grigie. È classificato in cinque sottospecie:
- P. m. melanura, sottospecie nominale;
- P. m. souancei, caratterizzata da un segno rosso sull'ala molto ampio e privo di giallo;
- P. m. berlepschi, con scagliatura più chiara e diffusa sul petto e la banda alare rossa priva di giallo;
- P. m. pacifica, con scagliatura ridotta e poco evidente e senza lo scudo ventrale;
- P. m. chapmani, con scagliatura sulla gola sfumata in bianco mentre la sfumatura sulla parte alta del petto è in giallognolo, presenta lo scudo ventrale ridotto e il becco di tonalità più chiara.

## Distribuzione
Ha ampia distribuzione ed è localmente comune in Ecuador, Colombia, Venezuela del sud, Brasile nord-orientale, Perù del nord. In cattività è poco noto.

## Biologia
Il suo habitat è costituito dalle foreste tropicali e subtropicali, fino a 2000 metri di quota, dove normalmente predilige gli alberi di media grandezza. Depone 4 uova che si schiudono dopo 25 giorni di cova. I piccoli tendono a lasciare il nido a 7-8 settimane dalla nascita.